# 오스트레일리아 녹색당
오스트레일리아 녹색당(영어: Australian Greens)은 1992년 설립된 오스트레일리아의 정당이다. 국제 정당으로는 글로벌 그린스에 소속된 정당이다. 1980년대 오스트레일리아 동부에서 프랭클린 댐이 핵무기 소유, 공업화 반대운동으로 등장한 태즈 메니아 녹색연합(UTG)이 녹색당의 근원이며, 기반 이념은 녹색 정치, 사회 정의, 풀뿌리 민주주의로 지향하고 있다.
UTG는 1972년 선거에 출마했으며, 이 UTG의 참가자들은 태즈 메니아 녹색당(Tasmanian Greens)을 결성했다. 또한 이 단체가 발전하여 1992년 오스트레일리아 녹색당으로 승격되었다. 1996년 연방 선거 후 처음으로 녹색당 후보가 상원의원이 되었다.
2010년대 기준 약 12,000명 정도의 당원수를 보유하고 있다.

## 역대 선거결과

### 오스트레일리아 총선
| 하원   |           |            |         |     |           |
| 년도   | 합계      | 득표율     | 의석    | +/– | 집권 여부 |
| 1993년 | 196,702   | 1.9 (#5)   | 0 / 147 |     |           |
| 1996년 | 188,994   | 1.7 (#5)   | 0 / 148 | 0   |           |
| 1998년 | 238,035   | 2.1 (#6)   | 0 / 148 | 0   |           |
| 2001년 | 569,074   | 5.0 (#5)   | 0 / 150 | 0   |           |
| 2004년 | 841,734   | 7.2 (#3)   | 0 / 150 | 0   |           |
| 2007년 | 967,789   | 7.8 (#3)   | 0 / 150 | 0   |           |
| 2010년 | 1,458,998 | 11.76 (#3) | 1 / 150 | 1   |           |
| 2013년 | 1,116,918 | 8.65 (#3)  | 1 / 150 | 0   |           |

| 상원   |           |           |        |         |           |  |
| 년도   | 합계      | 득표율    | 의석   | +/–     | 집권 여부 |  |
| 1990년 | 201,618   | 2.0 (#5)  | 0 / 40 | 0 / 76  |           |  |
| 1993년 | 263,106   | 2.5 (#5)  | 0 / 40 | 0 / 76  | 0         |  |
| 1996년 | 180,404   | 1.7 (#5)  | 0 / 40 | 0 / 76  | 0         |  |
| 1998년 | 244,165   | 2.2 (#6)  | 0 / 40 | 1 / 76  | 1         |  |
| 2001년 | 574,543   | 4.9 (#5)  | 2 / 40 | 2 / 76  | 1         |  |
| 2004년 | 916,431   | 7.7 (#3)  | 2 / 40 | 4 / 76  | 2         |  |
| 2007년 | 1,144,751 | 9.0 (#3)  | 3 / 40 | 5 / 76  | 1         |  |
| 2010년 | 1,667,315 | 13.1 (#3) | 6 / 40 | 9 / 76  | 4         |  |
| 2013년 | 1,159,588 | 8.65 (#3) | 4 / 40 | 10 / 76 | 1         |  |

## 같이 보기
- 오스트레일리아 노동당
- 오스트레일리아 민주당
- 오스트레일리아 보수연립